# NGC 406
NGC 406 este o galaxie spirală situată în constelația Tucanul. A fost descoperită în 3 noiembrie 1834 de către John Herschel. De asemenea, a fost observată încă o dată în 27 noiembrie 1900 de către DeLisle Stewart.

## Galerie

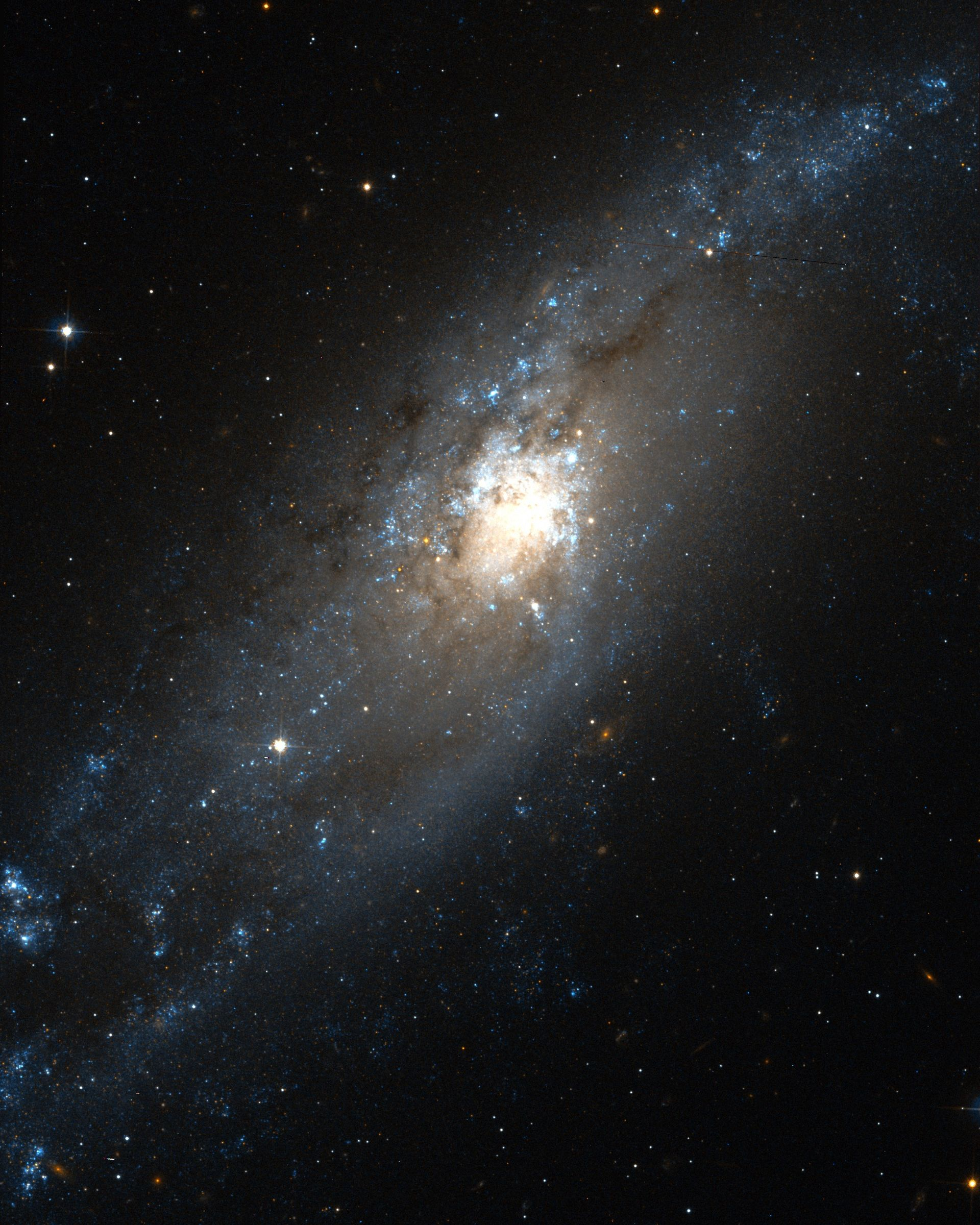
NGC 406 (Telescopul spațial Hubble)
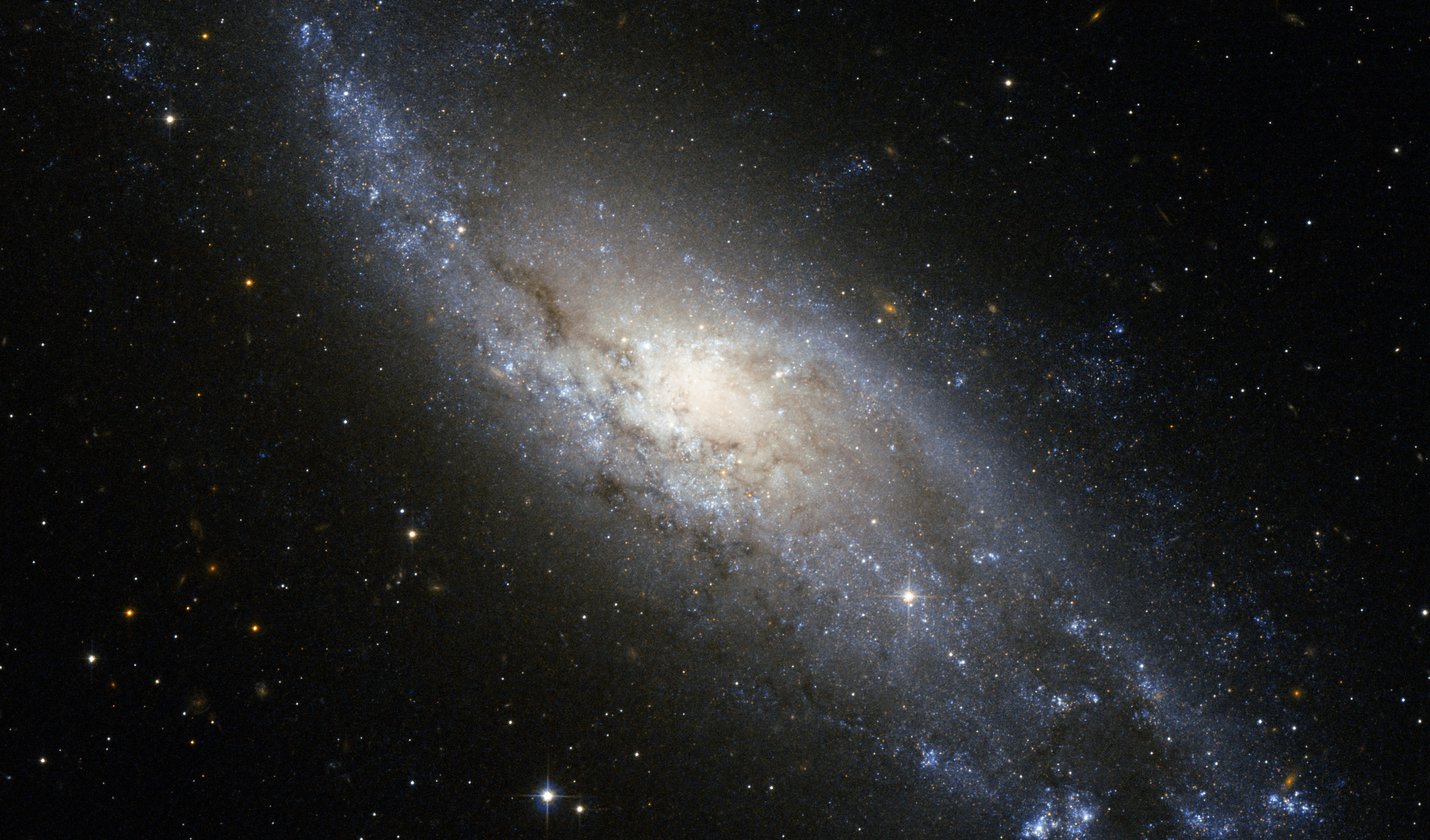
NGC 406
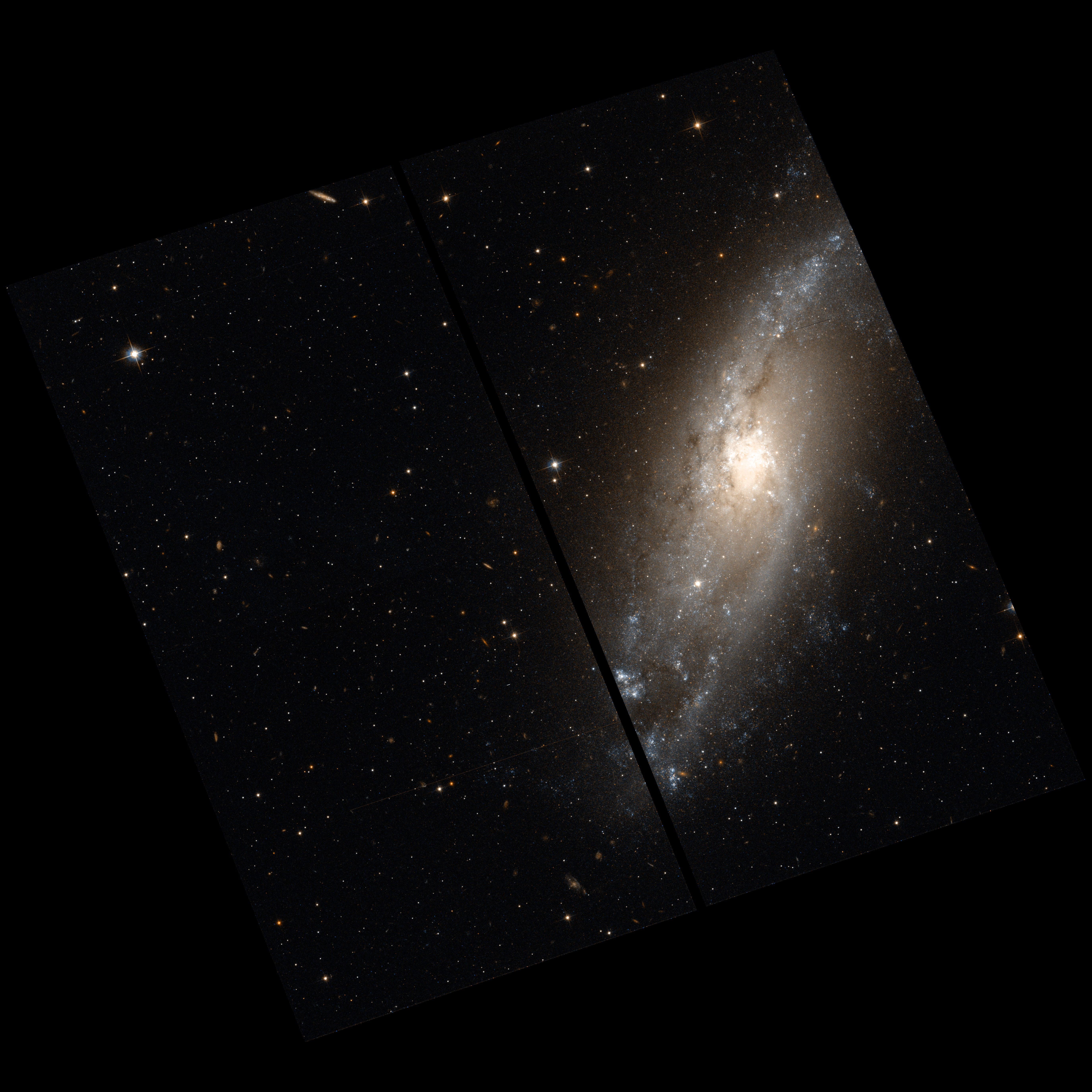
NGC 406